# Eduardo Martín Sturla
Eduardo Martín Sturla (20 de noviembre de 1974) es un triatleta de nacionalidad argentina especializado en triatlones de larga distancia. En el año 2001 se convirtió en el primer atleta sudamericano en ganar un Ironman, que consiste en 3,8 km de natación, 180 km de ciclismo y 42 km de pedestrismo. Tiene entre sus logros, haber logrado el décimo puesto en el campeonato mundial de Ironman en el año 2008 disputado en la isla de Kona, Hawái, y ser el triatleta con más triunfos en toda la historia del Ironman Brasil, habiéndolo ganado en 4 oportunidades (2001,2008,2009,2011).

## Triunfos
- 2001

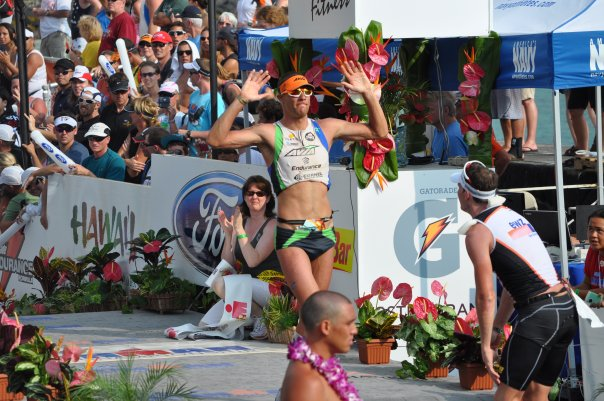
Finalista del Ironman de Hawái.

- Ironman de Brasil 1º puesto 8:11:10 Récord de la carrera

- 2002

- Ironman 70.3 Pucón 3° puesto
- Ironman de Brasil 3º puesto

- 2003

- Ironman de Brasil 3º puesto
- Ironman 70.3 Pucón 3º puesto

- 2006

- Ironman de Florida 2º puesto
- Medio Ironman de Piedra Roja 2º puesto

- 2007

- Ironman de Brasil 3º puesto
- Campeonato argentino de larga distancia 1° puesto (3:51:49- Récord de la carrera)
- Medio Ironman de Piedra Roja 2º pueso

- 2008

- Campeonato argentino de larga distancia 1° puesto
- Ironman de Brasil 1º puesto Récord del segmento de ciclismo: 4:27:00
- Medio Ironman de Punta del Este 2° puesto

- 2009

- Ironman de Brasil 1º puesto Récord del segmento de ciclismo: 4:23:00
- Campeonato de aguas abiertas de San Miguel del Monte 2° puesto
- Triatlón Olímpico de Tigre 2° puesto
- Medio Ironman de Punta del Este 1º puesto

- 2010

- Duatlón cross sports 1° puesto
- Campeonato Argentino de duatlón Lakeman 2° puesto
- Ironman de Cozumel 3° lugar

- 2011

- Ironman de Brasil 1° puesto
- Ironman de Lake Placid 3° puesto

### Hawái
- 2000: 36° puesto.
- 2001: 13º puesto
- 2002: 36º puesto
- 2003: 68º puesto
- 2007: 13º puesto
- 2008: 10° puesto
- 2009: 19° puesto
- 2010: 31° puesto

- Datos: Q1291204